# خاولینگ
خاوَلینگ (به لاتین: Khovaling) یک منطقهٔ مسکونی در تاجیکستان است.